# I. Kelemen pápa
Római Kelemen (ógörögül: Κλήμης Ρώμης Klémész Rómész, latinul: Clemens Romanus) egyházi nevén Szent I. Kelemen vagy  (1. század – 97?) Róma püspöke valamikor az 1. század végén, akit a katolikus történetírás Anaklét utódaként a 4. római pápának tart. A patrisztika az apostoli atyák közé sorolja. 
A katolikusok között többek között a Krím félsziget és több európai város, valamint a kőfaragók, kalaposok és tengerészek védőszentje.

## Élete
Életéről igen keveset tudunk, így számos találgatás született.
A történeti források személyére vonatkozóan nem egyeznek meg minden tekintetben, ezért több ponton – mind származását, mind uralkodásának sorrendjét és időközét illetően – is eltérnek a történészek véleményei.

### Származása
Néhány ókeresztény szerző, mint Órigenész a Pál apostol filippiekhez írt levelében említett társával azonosítja (Fil 4,3), ennek megfelelően Kelemen nem csak Szent Péter utóda lenne, hanem Pál apostol tanítványa és munkatársa is. Órigenész emellett zsidókeresztény származásúnak tartja, amit a történészek is valószínűnek tartanak, ugyanis az általa a korintusiakhoz írt levél elárulja, hogy Kelemen kitűnően ismerte az Ószövetséget, és sokszor idézi is; ezenfelül a jeruzsálemi templom liturgia rendjének ismerete is a mellett szól, hogy a zsidóságból származott. A 4. században feltűnő újabb és újabb adatok már pogány-kereszténynek tartják Kelement. Ez minden bizonnyal nem történeti realitást tükröz, ugyanis ebben a században már szinte természetesnek tartották, hogy a kereszténység nagyjai a pogányságból megtértek közül kerültek ki. Az ókori források írnak egy Flavius Titus Clemens nevű consulról, aki unokatestvérével, a későbbi Domitianus császárral töltötte be ezt a hivatalt. A 4. századi Kelemen-regény – és ennek alapján a 19. század közepétől a történészek java része is – ővele azonosította Kelement. Azonban nem valószínű, hogy előkelő családból származott. Többen azt tartják elképzelhetőnek, hogy a Flavius család egyik fölszabadított rabszolgája volt.

### Uralkodása

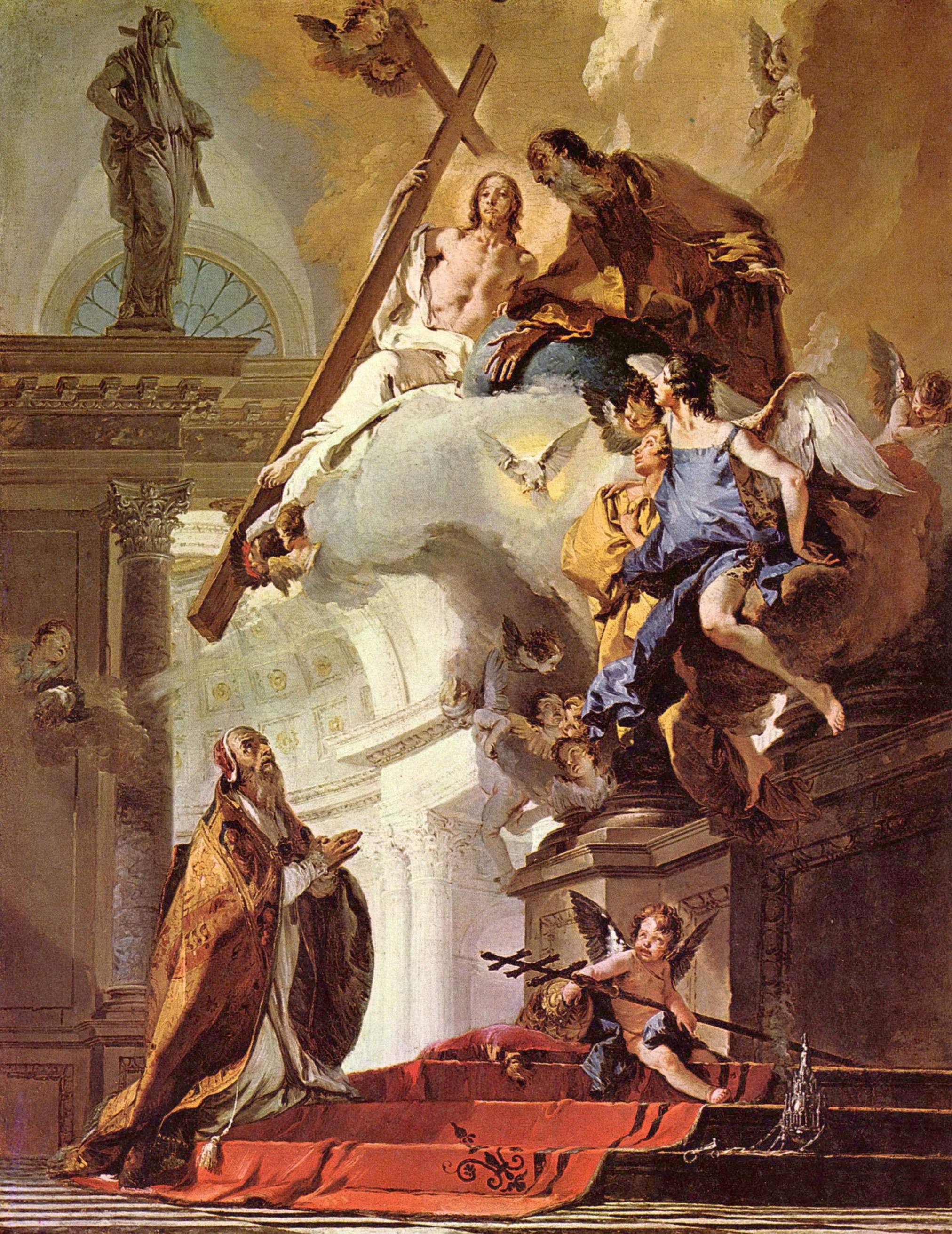
Szent Kelemen pápa, (Giovanni Battista Tiepolo)

Uralkodásával kapcsolatban is felmerült több tisztázatlan tény. Szent Iréneusz szerint Szent Péter harmadik, Szent Jeromos szerint ellenben negyedik utódja volt. Tertullianus pedig azt írja, hogy Kelement maga Péter rendelte utódjául. Epiphaniosz hozza összhangba ezeket úgy, hogy bár Kelement Péter rendelte utódjául, de ő visszalépett Linus javára a békesség kedvéért. Többen úgy gondolják, hogy Péter apostol Rómában maga szentelte püspökké Linust, Klétoszt és Kelement. Kelemen valószínűleg többször is helyettesítette a Pétert követő Linuszt, majd Klétoszt, és ezért gondolták többen, hogy Kelemen a harmadik a szukcesszióban.
Hogy mettől meddig volt Róma első püspöke eltérnek a vélemények. Néhány lehetőség: 88-97; 80-99; 92-99; 92-101;

### Vértanúsága
A történelmileg megbízhatatlan  Liber Pontificalis vértanúként tartja számon. Passiója szerint, amelyet a 4. században írtak, Traianus császár, az uralkodása alatt kirobbant keresztényüldözés során a Krím félszigetre, Kherszonba száműzte. Kelemen kétezer keresztényt talált ott, akik hozzá hasonlóan kényszermunkára lettek ítélve. Panaszkodtak, hogy nagyon messzire kell vízért járniuk. Ekkor Kelemen a többiekkel együtt imádkozni kezdett vízért. Ekkor meglátott egy bárányt, a lábával kapart egy helyen. Kelemen odament és a megjelölt helyen szerszámát belevágta a földbe. Olyan bővizű forrás fakadt, hogy patakként folyt tovább. A környék lakói úgy megrendültek az eseménytől, hogy megkeresztelkedtek. Amikor ez a császár tudomására jutott, elrendelte, hogy kössenek követ Kelemen nyakába és fojtsák a tengerbe. Végül horgonyt kötöttek a nyakába és a tengerbe vetették, ezért a horgony lett az attribútuma.
Miután vértanú lett, a legenda szerint a tenger több mérföldre visszahúzódott, hogy a hívek a holttestét kivihessék a szárazra. A hullámok, mint márvány mauzóleum vették körül a szent testét.

## Tisztelete
Rómában hamarosan kialakult a tiszteletét őrző hely is. Egy ősi háztemplomnak a tulajdonosát Kelemennek hívták. A 4. században a két név viselőit azonosították, s az egykori háztulajdonos eltűnt a szent pápa mögött. Kelemen nevét a szentmise római kánonjába is fölvették. Ettől kezdve az irodalom, az egyházi művészet és a liturgia együtt magasztalta a vértanú pápát.

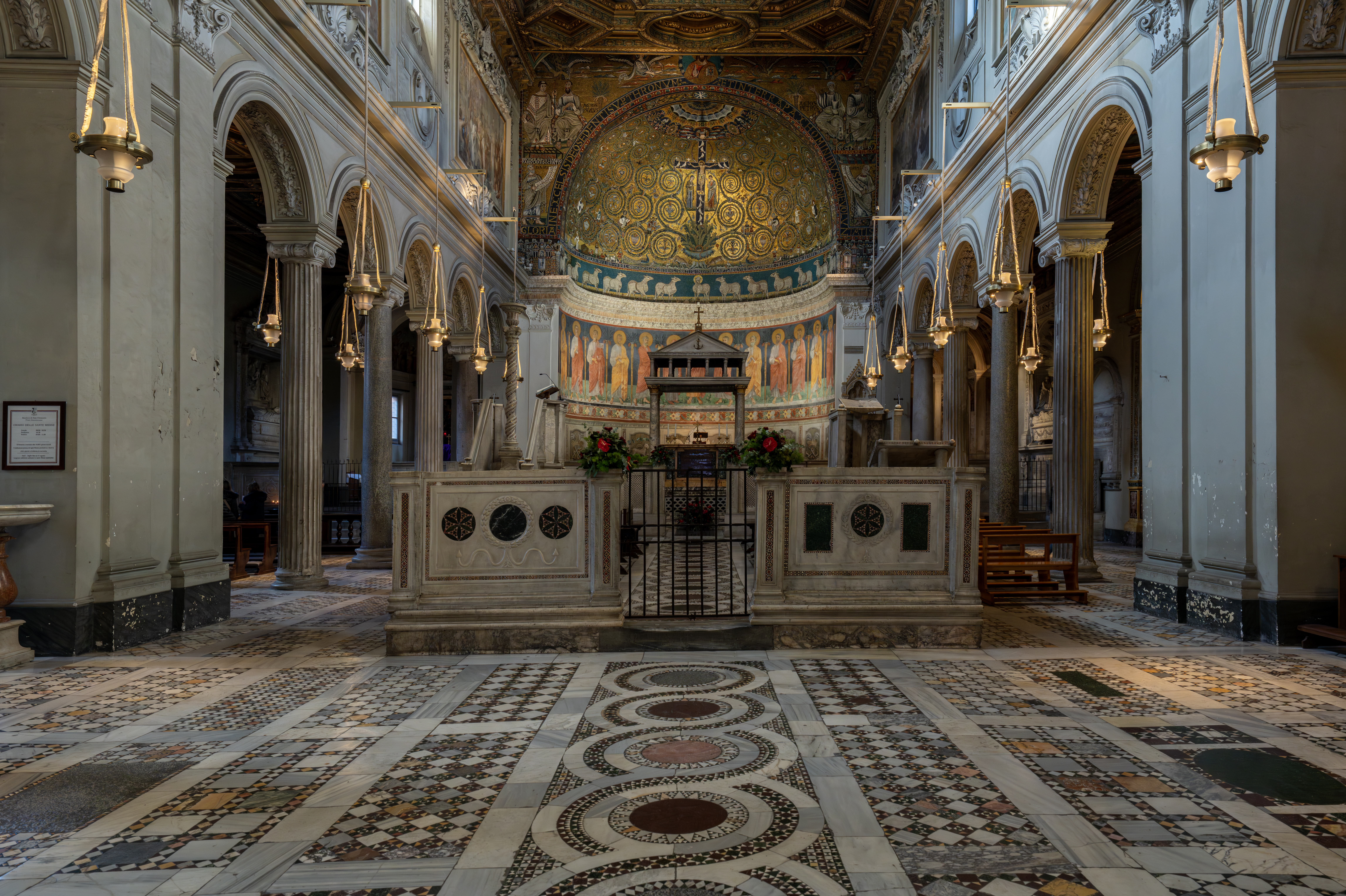
A római Szent Kelemen-bazilika belseje

A középkor elején hazatértek ereklyéi is: Cirill és Metód, akiket III. Mihály bizánci császár 860-ban a Krím félszigetre küldött misszióba, Herszonban megtalálták Kelemen maradványait, és később magukkal vitték Rómába. A már meglévő Szent Kelemen-bazilika fogadta be ereklyéit, és így a szent sír-templomává lett. A bazilika mai altemplomában a középkori freskók beszélik el a szent pápa történetét, ahogy a hagyományban megformálódott.
A hajósok, kalaposok, márványfaragók, tengerészek védőszentje lett, zivatar, hajótörés, gyermekbetegségek ellen kérik oltalmát, valamint a bányászok hajdani patrónusa. Tiszteletével főleg Tirol és Csehország egyes bányavidékein, Magyarországon szórványosan, leginkább Rozsnyó és Selmecbánya környékén találkozunk. A rozsnyai Kálvária kápolnában (1741) képét láthatjuk. Névünnepén itt búcsú is van: a bányászok díszruhásan, kezükben égő gyertyával misén vesznek részt. Hasonlóképpen Illés selmeci falu templomában is ott függ fogadalmi jellegű képe. Körmöcbánya Szentháromság-szobrának egyik kőreliefjén is föltűnik, bányászó szerszámokkal körülvéve. Nyilván Szentkelemen elenyészett sárosi falu (1332) neve is bányász patrocíniummal függött össze. A Kelemen, Kelen, Kele, Kelő családnév is Római Szent Kelemen hajdani tiszteletéről tanúskodik. Patrocíniumai: Bük, Ötösbánya (Rudmány), Mocsonok, Kisgaram (1811), a Pilisben Kesztölc. Szentkút a Pinka völgyében a forrásfakasztó Kelement tiszteli védőszentül. Elenyészett Lelle (1055), Tata (1387), Balatonfőkajár (1421) hajdani patrocíniuma. Középkori hazai ábrázolásáról nem tudunk.
Ábrázolásánál gyakran jelenik meg attribútumaként a horgony és a hal, de gyakran ábrázolják könyvet vagy kulcsokat tartva, szökőkút vagy malomkő mellett.
Ünnepe hagyományosan október 13-a volt, de 1969-ben áttették ünnepét november 23-ára.

## Művei
- Documenta Catholica Omnia (latin nyelven). (Hozzáférés: 2011. december 6.)

### A korintusiakhoz írt első levél
Római Szent Kelemen köré egész Kelemen-irodalom fonódott az ókeresztény korban, de a neve alatt fennmaradt művek közül csak a Levél a korintusiakhoz tekinthető biztosan hitelesnek.
A levél arra a problémára ad választ, ami a korintusi egyházban robbant ki. A korintusiak közül többen fellázadtak az egyház presbiterei ellen, és néhányat el is távolítottak tisztségükből, újakat iktatva be helyettük. A presbiterek ezért Kelemenhez fordultak a kérdéses ügyben döntésért.
A levél nem nevezi meg íróját, hanem úgy fogalmaz, mint aki a római egyház nevében ír a korintusi egyháznak: "Isten egyháza, mely Rómában tartózkodik, Isten egyházának, amely Korintusban időzik…". Kelemen szerzőségét nemcsak a 4. században élő történész, Euszebiosz tanúsítja, hanem már a 2. században is az ő levelének tartották. Dionüsziosz korintusi püspök 170 körül ezt írta Szótér pápának: "Ma megünnepeltük tehát az Úr szent napját, melynek folyamán felolvastuk leveleteket [ti. Szótér pápáét]; mindig meg fogjuk őrizni, hogy [az egyházban] felolvasva emlékeztessen bennünket, amint az első levél is, amit [Római Szent] Kelemen írt nekünk.". A korintusiak tehát a szentmise keretében olvasták fel mind Kelemen, mind Szótér pápa levelét, ahogyan az apostolok leveleit volt szokás. A Kelemen által írt levél így került be az apostoli levélgyűjteménybe, majd innen átmásolták a szentírási kéziratokba, illetve kódexekbe, ezért hosszú időn keresztül sugalmazott írásnak tekintették. Az Codex Alexandrinus, illetve a szír kéziratok a katolikus levelek után közlik. Néhány évszázaddal később elvesztette ugyan kánoni tekintélyét, de sohasem tették az apokrif "vadhajtások" közé.

### Más művek
Római Szent Kelemen neve alatt több más irat is fennmaradt, de ezeket már Ceasareai Euszebiosz is hamisítványoknak tartotta. Az ő nevét viseli az ún. Második korintusi levél, amelyet még ha nem is tulajdoníthatunk Kelemennek, benne egy korabeli homíliát láthatunk, és így az apostoli atyák írásai között tartják számon.
Minden bizonnyal későbbi keltezésű a neki tulajdonított két szüzességről szóló levél, valamint az a húsz homília, amely Péter apostol beszédeit foglalja össze. Ezek inkább zsidó-gnosztikus fejtegetések keretéül szolgáltak. Övének mondták még a Felismerések (Recognitiones) tíz könyvét is, amely Kelemen családjának sorsáról szól, de ez inkább egy korai keresztény regény műfajának felel meg. A Homíliákból és a Felismerésekből fennmaradt még négy összefoglalás is (Epitomé), kettő görög, kettő pedig arab nyelven.

## Művei magyarul
- Római Szent Kelemen levele a korintusiakhoz IN: Apostoli atyák, Szent István Társulat, Budapest, 1980, ISBN 963-360-371-4, 102–146. o. elektronikus elérés
- A római Szent Kelemen neve alatt ránk maradt korintusiakhoz írt második levél IN: Apostoli atyák, Szent István Társulat, Budapest, 1980, ISBN 963-360-371-4, 146–161. o. elektronikus elérés
- Római Kelemen első levele a korintusiakhoz – fordítás